# Mounir Baatour
Mounir Baatour (arabisch منير بعتور, DMG Munīr Baʿtūr; * 1970) ist ein tunesischer Politiker und Rechtsanwalt und LGBT-Rechte-Aktivist. Er ist Vorsitzender der tunesischen Liberalen Partei und war der erste offen schwule Präsidentschaftskandidat in der arabischen Welt.

## LGBT-Aktivismus und Präsidentschaftskampagne
Baatour wurde 2013 festgenommen und wegen sogenannter Sodomie (bezeichnet im tunesischen Recht Homosexualität) für 3 Monate inhaftiert, wegen Anschuldigungen, die er immer bestritten hat. Im Jahr 2015 war Baatour Mitbegründer der Association Shams, einer LGBT-Rechtevereinigung, die sich auf die Entkriminalisierung von Homosexualität konzentriert. Derzeit ist er Präsident des Vereins. 2018 erhielt Baatour zusammen mit Alice Nkom den Idaho-Preis für Freiheit für seinen Kampf gegen Homophobie.
Am 8. August 2019 gab Baatour seine Teilnahme an den tunesischen Präsidentschaftswahlen bekannt. Nach dieser Ankündigung wurden schätzungsweise 650 Artikel aus 120 verschiedenen Ländern über ihn geschrieben und Baatour baute ein Kampagnenteam mit 300 lokalen Aktivisten auf. Sein politisches Programm umfasste die Aufhebung von Artikel 23 des tunesischen Strafgesetzbuchs, der Homosexualität verbietet, sowie die Gleichstellung der Geschlechter und den Schutz der Rechte von Minderheiten. Obwohl er fast das Doppelte der für seine Nominierungsberechtigung erforderlichen 10.000 Unterschriften gesammelt hatte, lehnte die Wahlbehörde seine Kandidatur ohne Angabe von Gründen ab.
Nach Morddrohungen von Islamisten floh Baatour im Januar 2020 nach Frankreich, wo er als politischer Flüchtling aufgenommen wurde.